# Astragalus bijarensis
Astragalus bijarensis är en ärtväxtart som beskrevs av Dieter Podlech och A.K. Sytin. Astragalus bijarensis ingår i släktet vedlar, och familjen ärtväxter. Inga underarter finns listade i Catalogue of Life.